# Thor W. Müller
Thor Willibald Müller (* 24. Februar 1966 in Hamburg) ist ein deutscher Schauspieler und Hörspielsprecher.

## Leben
Müller wurde in Hamburg zum Schauspieler ausgebildet. 1991 begann er mit der Schauspielerei am Thalia Theater in Hamburg.

## Filmografie (Auswahl)
- 1992–2001: Freunde fürs Leben
- 1994: Briefgeheimnis
- 1995: Sonntags geöffnet
- 1997: Ende einer Leidenschaft
- 1996, 1997: Neues vom Süderhof
- 1997: Die Männer vom K3
- 1998: Ein Mann stürzt ab
- 1998: Evelyn Hamanns Geschichten aus dem Leben
- 1998: Die Kinder vom Alstertal
- 1999: Zwei Männer am Herd
- 1999: No Sex
- 2000: Ich kauf mir einen Mann
- 2000: Der Pfundskerl
- 2000: Im Fadenkreuz
- 2001: Bella Block: Bitterer Verdacht
- 2002: Die Cleveren
- 2003: Das Duo: Der Liebhaber
- 2003: Die Eltern der Braut
- 2004: Mein Leben & Ich
- 1999–2004: Alphateam – Die Lebensretter im OP
- 2002, 2005: Tatort:
  - 2002: Der Passagier
  - 2005: Atemnot
- 2007, 2010: Da kommt Kalle
- 1994, 2005, 2011: Großstadtrevier

## Hörspiele (Auswahl)
Die ARD-Hörspieldatenbank enthält (Stand: Januar 2025) für den Zeitraum von 1992 bis 2022 insgesamt 32 Datensätze, bei denen Thor W. Müller als Sprecher geführt wird.
- 1992: Günter Eich: Gespräch der Schweine/John und Mildred und andere Szenen aus dem Nachlaß – Bearbeitung und Regie: Karl Karst (Original-Hörspiel – NDR/DRS)
- 1999: Jürgen Fuchs: Neues Deutschland: Magdalena (2 Teile) (Schlüsseldienst) – Bearbeitung und Regie: Norbert Schaeffer (Hörspielbearbeitung – NDR)
- 2000: Rainer Aumund: Korruption: Der Putsch (2 Teile) (Roberto Lombardo) – Bearbeitung und Regie: Norbert Schaeffer (Hörspielbearbeitung, Kriminalhörspiel – NDR)
  - Auszeichnung: Hörspiel des Monats Juni 2000
- 2004: Tankred Dorst: Sweeter Than Roses. Purcells Traum von König Artus (Investor 1) – Regie: Beate Andres (Hörspielbearbeitung – NDR)
- 2004: Uwe Timm: Die Zugmaus (2 Teile) (Weißpfote/Maus 2/Lautsprecher) – Bearbeitung und Regie: Rainer Gussek (Hörspielbearbeitung, Kinderhörspiel – NDR)
- 2005: T. C. Boyle: Ach, Afrika!: Wassermusik (5 Teile) (Zander) – Bearbeitung und Regie: Leonhard Koppelmann (Hörspielbearbeitung – NDR)
- 2008: Thomas Mann: Bekenntnisse des Hochstaplers Felix Krull (2 Teile) ("Menge") – Bearbeitung und Regie: Sven Stricker (Hörspielbearbeitung – NDR)
- 2014: Anthony McCarten: Ganz normale Helden (Polizist) – Regie: Sven Stricker (Hörspielbearbeitung – NDR)
- 2020: Helmut Peters: Märchenkuddelmuddel – Alarm im Märchenland! (Herr Tratschke) – Regie: Helmut Peters (Originalhörspiel, Kinderhörspiel – NDR)
- 2022: Helmut Peters: Märchenkuddelmuddel – Versandhaus Märchenwert (Hund / Herr Tratschke) – Regie: Helmut Peters (Originalhörspiel, Kinderhörspiel – NDR)

Quelle: ARD-Hörspieldatenbank